# Эбботт, Фрэнсис
Фрэнсис Эбботт (англ. Francis Abbott) (12 августа 1799 — 18 февраля 1883), родился в Дерби, Англия, умер в Хобарте, Тасмания — британский (австралийский) астроном и метеоролог.

## Биография
Выучившись на часовщика, открыл своё предприятие в Дерби. Женился в 1825 году на Мэри Вулли, имел от неё семерых детей.
В 1831 году переехал в Манчестер, где занимался изготовлением часов и астрономических приспособлений.
В 1844 году был осуждён за хищение двух часов путём мошенничества и был приговорён к каторжным работам и ссылке в Тасманию. После отбытия наказания (в 1849 году) начал заниматься изготовлением часов в Хобарте и постепенно стал считаться уважаемым членом общества.
С 1855 по 1880 год де-факто выполнял роль правительственного астронома и метеоролога Тасмании.

## Научная деятельность
Начал участвовать в метеорологических наблюдениях ещё в период отбывания каторжных работ (обсерватория Россбэнк). После освобождения создал частную метеорологическую обсерваторию у себя дома и занимался метеорологическими наблюдениями. В течение 25 лет он публиковал ежемесячные сообщения о наблюдениях, также он опубликовал 6 монографий, описывающих погоду в Хобарте за период с 1841 по 1879 год.
Помимо этого Эбботт занимался астрономическими наблюдениями: всего им было опубликовано около 35 сообщений о наблюдениях. Эбботт наблюдал прохождения Меркурия по диску Солнца 1861 и 1868 года, прохождение Венеры по диску Солнца 1874 года, солнечные пятна, полярные сияния, покрытие Юпитера Луною, метеоры, открытое скопление κ Южного Креста, а также несколько комет (в частности, больших комет 1861 и 1865 годов: C/1861 J1 и C/1865 B1; он также является независимым открывателем второй кометы).
Определённую известность получило сделанное Эбботтом в 1863 году заявление о том, что туманность, окружающая звезду η Киля, уменьшилась по сравнению с описанием Гершеля, сделанным в 1830-х годах, что Эбботт считал свидетельством формирования у данной звезды планетной системы. Данное заявление было отвергнуто международным сообществом астрономов. Этот эпизод подорвал доверие астрономов к наблюдениям Эбботта, после 1873 года ни одна его работа не была опубликована европейскими журналами.
Эбботт также занимался популяризацией астрономии. Им были опубликованы три буклета, рассказывающие о спектроскопии, а также об астрономических достижениях Гершеля.
Эбботт принимал активное участие в деятельности Тасманийского королевского общества, был избран членом Королевского астрономического общества и Королевского метеорологического общества.

### Использованная
- Orchiston, W. Abbott, Francis // The Biographical Encyclopedia of Astronomers / Thomas Hockey (Ed. in chief). — New York: Springer, 2007. — P. 4—5. — 1341 p. — ISBN 978-0-387-31022-0.

### Рекомендуемая
- Anon. (20 February 1883). «The late Mr. Abbott.» Mercury (Hobart, Tasmania).
- Orchiston, Wayne (1992). «The Contribution of Francis Abbott to Tasmanian and Australian Astronomy.» Vistas in Astronomy 35: 315—344.
- Orchiston, Wayne (1997). «The Role of the Amateur in Popularizing Astronomy: An Australian Case Study.» Australian Journal of Astronomy 7: 33-66.
- Orchiston, Wayne (1997). «The ‘Tyranny of Distance’ and Antipodean Cometary Astronomy.» Australian Journal of Astronomy 7: 115—126.
- Proctor, Richard A. (1871). «Note on Mr. Abbott’s imagined Discovery of great Changes in the Argo Nebula.» Monthly Notices of the Royal Astronomical Society 32: 62.
- Rimmer, Gordon (1969). «Abbott, Francis (1799—1883).» In Australian Dictionary of Biography. Vol. 3, 1851—1890, pp. 2–3. Melbourne: Melbourne University Press.
- Savours, Ann and Anita McConnell (1982). «The History of the Rossbank Observatory, Tasmania.» Annals of Science 39: 527—564.